# Гаврилов, Николай Фёдорович
Никола́й Фёдорович Гаври́лов (род. 14 сентября 1958 года, с. Янгличи, Чувашская АССР) — советский и российский авиатор, генерал-лейтенант (2007), Герой Российской Федерации (2002). Региональный директор ПАО «Авиакомпания „ЮТэйр“».
До 2010 года — начальник Управления авиации Федеральной службы безопасности Российской Федерации.

## Краткая биография

### Происхождение
Родился 14 сентября 1958 года в селе Янгличи Канашского района Чувашской АССР.

### Военная служба
В 1979 году с отличием окончил Сызранское высшее военное авиационное училище лётчиков.
С 1979 по 1987 годы принимал участие в боевых действиях в Афганистане. В составе вертолетной авиации восточного округа Пограничных войск КГБ СССР совершил около 2000 боевых вылетов на вертолетах Ми-8, Ми-24, Ми-26 в должности командира экипажа, командира звена и командира эскадрильи вертолетов.
В 1990 году с отличием окончил Военно-воздушную академию имени Ю. А. Гагарина.
С 1990 по 1992 годы служил в Краснознаменном Среднеазиатском пограничном округе в должности заместителя командира вертолётного полка.
С 1992 по 1999 годы — на должности научного сотрудника — старшего лётчика-испытателя Научно-исследовательского испытательного технического центра Федеральной пограничной службы Российской Федерации.
В 1993 году окончил Школу лётчиков-испытателей имени А. В. Федотова при ЛИИ имени Громова.
С 1999 по 2010 годы проходил службу в авиации ФСБ России, обеспечивал работу антитеррористических групп «Альфа» и «Вымпел». В эти годы личный боевой счёт полковника Гаврилова пополнился ещё несколькими десятками боевых вылетов, в том числе 14 раз он вылетал в горячие точки на вертолете вместе с Президентом РФ Владимиром Владимировичем Путиным.
Как стало известно в 2021 году, в ночь с 11 на 12 сентября 2001 года Гаврилов лично возглавил секретную операцию по нанесению ракетных ударов со специально модифицированных вертолётов по объектам «Талибана» и «Аль-Каиды» в районе Кабула. Указом Президента Российской Федерации от 14 января 2002 года «за мужество и героизм, проявленные при выполнении специального задания» вознаграждён высшим званием — Герой Российской Федерации.

### После отставки
Вышел в отставку в 2010 году, в звании генерал-лейтенанта, с должности начальника Управления авиации Федеральной службы безопасности Российской Федерации.

## Награды и звания

### Государственные и ведомственные награды
- Герой Российской Федерации (14 января 2002 года)
- орден Ленина (26.05.1986)
- орден Красной Звезды (18.02.1985)
- орден «За заслуги перед Отечеством» III степени
- Заслуженный военный лётчик Российской Федерации (31.05.1998)
- медаль «За отличие в охране государственной границы СССР»
- юбилейная медаль «100 лет гражданской авиации России» (2023)
- медаль «70 лет Вооружённых Сил СССР»
- медаль «За укрепление боевого содружества» (Минобороны)
- медаль «За участие в контртеррористической операции» (ФСБ)
- медаль «За укрепление государственной системы защиты информации» I и II степени
- медаль «200 лет МВД России»
- медаль «За отличие в военной службе» (ФСБ) I степени
- медаль «За безупречную службу» II и III степени
- нагрудный знак «Воину-интернационалисту»
- медаль «100 лет Военно-воздушным силам» (Минобороны России, 2012 год)
- юбилейная медаль «В память 25-летия окончания боевых действий в Афганистане» (Минобороны России, 2013 год)

других государств:
- медаль «За отвагу» (Афганистан)
- медаль «Воину-интернационалисту от благодарного афганского народа» (Афганистан)

### Региональные и муниципальные награды
- Почётный гражданин Чувашской Республики
- Почётный гражданин Чебоксар
- юбилейная медаль «В память о 550-летии города Чебоксары» (21 августа 2019 года, Чувашия)[7]

### Общественные награды
- орден Святителя Николая Чудотворца III степени
- медаль «За ратную доблесть»
- медаль «Маршал авиации И. Н. Кожедуб»
- памятная медаль «20 лет вывода Советских войск из Афганистана»

### Воинские звания
- военный лётчик-снайпер
- генерал-майор (2005)
- генерал-лейтенант (2007)

## Признание
Имя Н. Ф. Гаврилова присвоено средней общеобразовательной школе села Янгличи Канашского района Чувашской республики, где действует школьный музей Героя.